# Albert Pujols
Pour les articles homonymes, voir Pujols.
José Alberto Pujols Alcántara (né le 16 janvier 1980 à Saint-Domingue, République dominicaine) est un joueur de baseball évoluant au poste de joueur de premier but.
L'un des 9 joueurs comptant au moins 600 coups de circuit dans le baseball majeur, Albert Pujols est le premier joueur de l'histoire du baseball à en frapper au moins 30 à chacune de ses 11 premières saisons dans la MLB. En 2005, il établit un record des majeures en frappant 30 circuits et en totalisant 100 points produits à chacune de ses cinq premières saisons et détient le record absolu d'au moins 100 points produits à ses 10 premières saisons, séquence qui prend fin en 2011 avec une année de 99 points produits. Il est l'un des cinq joueurs de l'histoire avec 10 saisons de suite d'au moins 100 points produits à n'importe quel moment au cours de sa carrière, les autres étant Lou Gehrig, Jimmie Foxx, Al Simmons et Alex Rodriguez. Il est l'un des trois à avoir connu 10 saisons consécutives d'au moins 30 circuits et 100 points produits à n'importe quel moment de sa carrière, avec Foxx et Rodriguez. Il a aussi la deuxième plus longue séquence d'années consécutives (10) de 100 points produits ou plus, à une année du record de 11 détenu par Al Simmons.
Pujols a été nommé joueur par excellence de la Ligue nationale en 2005, 2008 et 2009. Nommé joueur par excellence de la Série de championnat de la Ligue nationale en 2004, il gagne la Série mondiale 2006 et la Série mondiale 2011 avec les Cardinals. Il a mérité deux Gants dorés et cinq Fielding Bible Awards comme meilleur joueur de premier but défensif (2006, 2010) et six Bâtons d'argent pour ses performances offensives à sa position (2001, 2003, 2004, 2008, 2009, 2010). Il a été invité au match des étoiles en dix occasions. Élu recrue de l'année en 2001 dans la Nationale, il détient plusieurs records pour un joueur recrue.
Après la saison 2016, il est le meneur parmi les joueurs actifs des majeures pour les circuits (591), les doubles (602), les points produits (1 817), les points marqués (1 670), les buts-sur-balles (1 214), les buts-sur-balles intentionnels (302), le total de buts (5 232) et la moyenne de puissance (,573).
Le 23 septembre 2022, à l'âge de 42 ans, il est le 4e joueur de l'histoire à frapper 700 circuits en carrière.

## Cardinals de Saint-Louis

Albert Pujols joue les 11 premières saisons de sa carrière avec les Cardinals.

### 2001, recrue de l'année
Au début de la saison en 2001, Pujols remplace Bobby Bonilla comme joueur de troisième but pour les Cardinals. Il fut élu la recrue du mois en avril 2001 et élu dans l'équipe des étoiles en milieu de la saison. Pujols a frappé 0,329 avec un pourcentage de puissance de 0,610, 112 points marqués et 130 points produits. Son total de points produits est le meilleur total par une recrue. À la fin de la saison, il est élu recrue de l'année et finit 4e lors du vote pour le meilleur joueur, le vainqueur étant Barry Bonds. Il est souvent comparé à Ichiro Suzuki qui a remporté la recrue de l'année et le prix pour le meilleur joueur lors de la même saison.
Pujols a continué comme en 2001. De cette première saison jusqu'à la saison 2010, il a toujours frappé pour une moyenne au bâton supérieure 0,300 et a toujours compté au moins 30 coups de circuit et 100 points produits par saison. Durant cette période, il n'a raté les 100 points marqués par saison qu'une seule fois : en 2007, alors qu'il en obtient 99.
Il a eu ses problèmes défensifs[réf. nécessaire], ayant joué au troisième but, champ gauche et premier but. Depuis 2001, il a joué à 6 positions différentes : champ gauche, champ droit, arrêt-court, troisième but, premier but et frappeur désigné lors des matchs interligues. Mais depuis 2004, il ne joue plus qu'au premier but.

### Saison 2005
En 2005, il est élu le joueur par excellence de la Ligue Nationale pour la première fois de sa carrière, succédant à Barry Bonds, vainqueur des quatre trophées précédents.

### Saison 2006
En 2006, Pujols frappe 14 circuits lors mois d'avril, le record de la Ligue majeure (égalé par Alex Rodriguez en 2007). Avec un bilan de 83 victoires pour 78 défaites et un statut d'outsider, les Cardinals se qualifient pour la série mondiale après avoir écarté les Padres de San Diego et les Mets de New York. Pujols frappe un coup de circuit lors de la première partie gagnée 7 à 2 par les Cardinals. Sur les cinq matchs de la série, Pujols ne frappé qu'avec une moyenne de 0,200 et ne produit que 2 points, mais les Cardinals remportent la série et deviennent champions du monde après une attente de 24 ans et trois tentatives infructueuses dans l'intervalle.
Après la saison, Pujols finit deuxième lors du vote pour le meilleur joueur, derrière Ryan Howard des Phillies de Philadelphie.

### Saison 2008

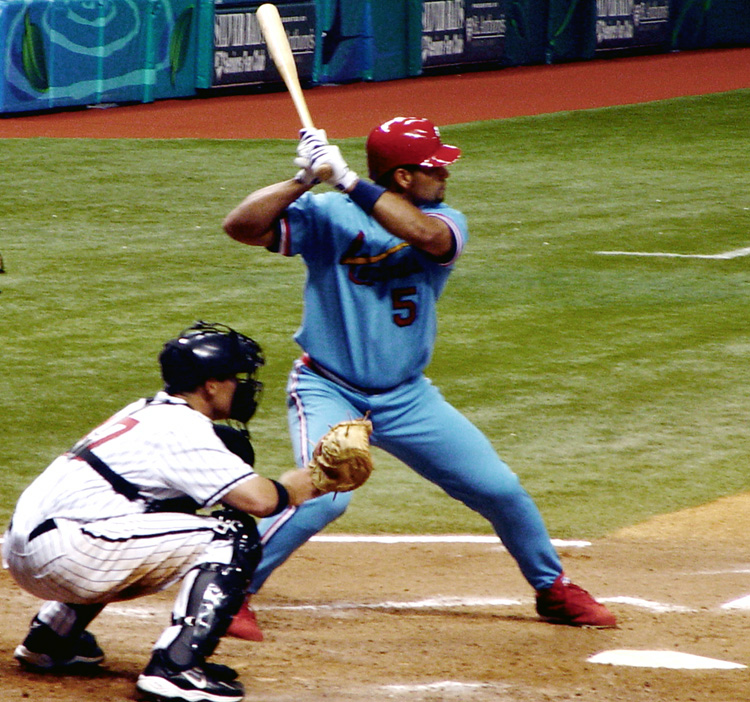
Albert Pujols, vêtu d'un uniforme rétro des Cardinals lors d'un match en 2005.

En 2008, Pujols a conservé une moyenne de,357 avec 37 circuits, 116 points produits et 100 points marqués. Il frappa 187 coups sûrs dont 44 doubles, ce qui lui permit de franchir le plateau des 300 doubles en carrière. Il remporta le trophée du joueur par excellence de la Ligue Nationale pour la seconde fois de sa carrière. Il remporta également le Silver Slugger Award à la position de premier-but.

### Saison 2009
En 2009, Pujols remporte le championnat des coups de circuit de la Ligue nationale et domine les majeures avec 47 longues balles. Il totalise le deuxième plus grand nombre de points produits avec 135 et aide Saint-Louis à remporter le championnat de la division Centrale. Il gagne le Bâton d'argent comme meilleur premier but offensif de la Ligue nationale, un honneur qu'il reçoit pour la 5e fois de sa carrière. Il est élu à l'unanimité joueur par excellence de la Ligue nationale, un honneur qu'il reçoit pour la 3e fois de sa carrière.

### Saison 2010
En août 2010, Pujols est nommé pour la sixième fois de sa carrière joueur par excellence du mois dans la Ligue nationale.
Il termine la saison 2010 en remportant pour la deuxième année de suite le championnat des coups de circuit dans la Ligue nationale, avec 42 coups de quatre buts. Dans les majeures, seul Jose Bautista, avec 54 dans la Ligue américaine, en frappe davantage. Il mène les majeures avec 115 points marqués. Il est premier dans la Nationale et quatrième dans les majeures pour les points produits, avec 118. Il est premier dans la Nationale et troisième dans les majeures pour les buts-sur-balles avec 103, et premier dans les majeures pour les buts-sur-balles intentionnels avec 38. Il est premier dans la Nationale et troisième dans les majeures pour les coups sûrs de plus d'un but, avec 82. Enfin, il prend le second rang de la Ligue nationale derrière Joey Votto des Reds de Cincinnati avec une moyenne de présence sur les buts de,414 et le troisième rang de la Nationale et sixième des majeures pour la moyenne de puissance, la sienne étant de,596 pendant la saison.
Honoré par une neuvième invitation au match des étoiles à la mi-saison, il reçoit au terme de la campagne le Gant doré du meilleur premier but défensif, un prix remporté pour la deuxième fois de sa carrière, ainsi qu'un sixième Bâton d'argent comme meilleur joueur offensif à sa position. Déjà gagnant d'un Bâton d'argent au troisième but et d'un autre au champ extérieur, il gagne sa 4e récompense du genre au premier coussin, égalant le record détenu par Todd Helton de quatre Bâtons d'argent en carrière comme joueur de premier but.

### Saison 2011

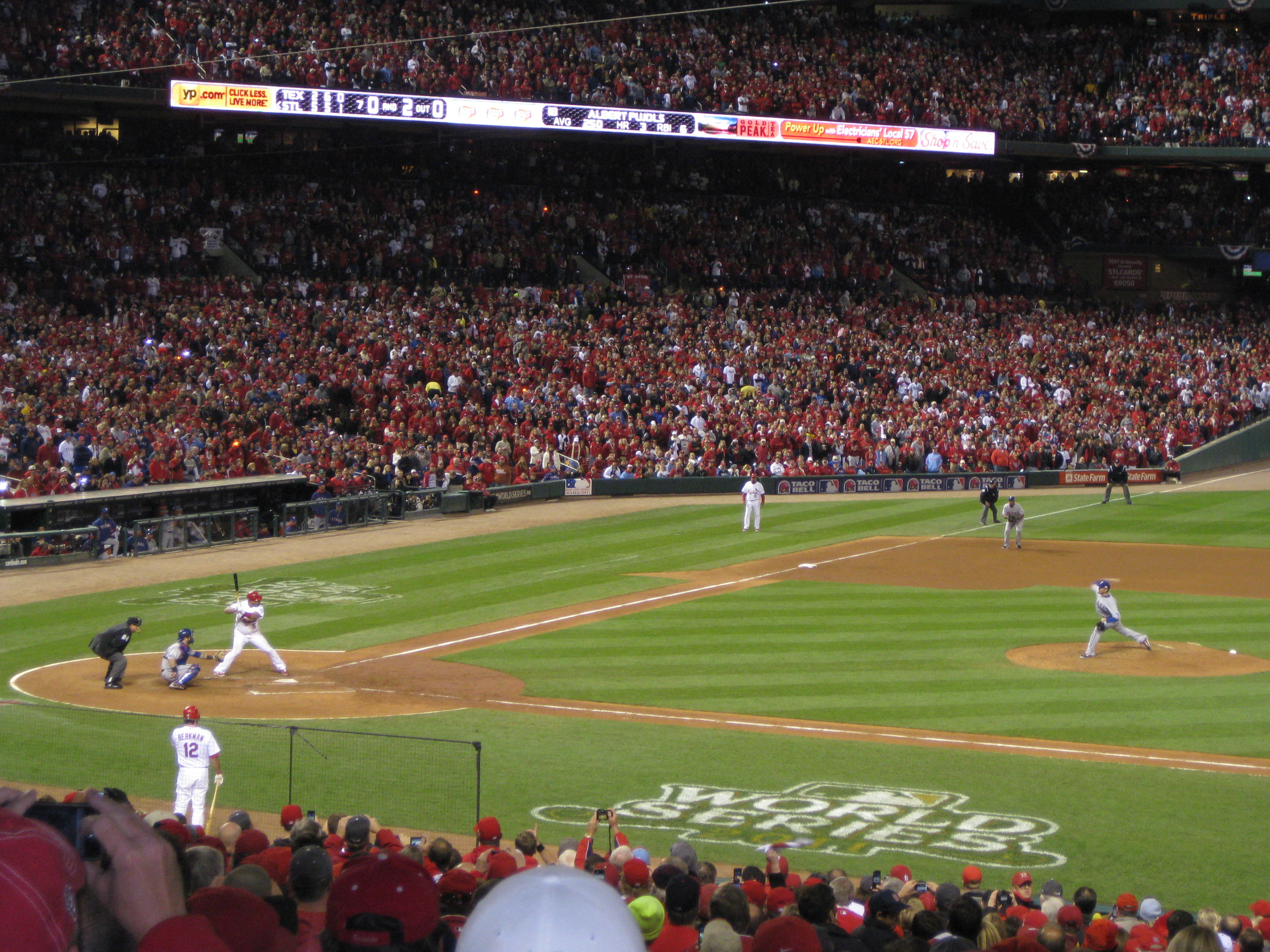
Dernier passage au bâton de Pujols en 2011. Il fait face à Mike Adams des Rangers en Série mondiale.

Il connaît en 2011 un début de saison anormalement lent, selon ses standards. Sa moyenne au bâton, notamment, est très inférieure à ce qu'elle est habituellement. Les Cardinals bataillent néanmoins pour le championnat de la division Centrale grâce à l'apport offensif de Matt Holliday et du vétéran Lance Berkman. Pujols élève peu à peu ses performances à son niveau habituel : au 19 juin, il compte 17 circuits, 45 points produits et une moyenne de puissance de ,500. Mais lors du match du 19 juin face aux Royals de Kansas City, Pujols entre en collision avec le coureur de l'équipe adverse, Wilson Betemit. Souffrant d'une fracture à l'avant-bras, Pujols est placé sur la liste des blessés. On craint une absence de quatre à six semaines mais la vedette des Cards est de retour dès le 6 juillet. Il rate le match des étoiles, la semaine suivante, pour la première fois en neuf ans.
Le 29 juillet à Saint-Louis, Pujols réussit le 2000e coup sûr de sa carrière, un double productif frappé aux dépens de Carlos Marmol des Cubs de Chicago. Avec 2000 coups sûrs en 1650 parties jouées en carrière, Pujols est le 12e joueur le plus rapide à atteindre ce plateau dans l'histoire des majeures. Il devient aussi le cinquième athlète à totaliser 2000 coups sûrs dans l'uniforme des Cardinals après Stan Musial (3360), Lou Brock (2713), Rogers Hornsby (2110) et Enos Slaughter (2064). Il est le deuxième joueur des Cardinals le plus rapide à atteindre ce nombre après Musial (1507 parties) et le premier depuis Lou Brock le 28 juillet 1974.
Le 22 octobre dans le troisième match de la Série mondiale 2011 au Rangers Ballpark d'Arlington, Pujols frappe trois coups de circuit contre les Rangers du Texas. Il n'est que le troisième joueur en 107 années de Série mondiale à réussir 3 circuits dans une même partie, ce qui réédite l'exploit de Babe Ruth (en 1926 et 1928) et Reggie Jackson (en 1977). La victoire des Cards en 7 matchs sur Texas permet à Pujols d'ajouter un deuxième titre mondial.
Le 30 octobre 2011, il devient pour la première fois agent libre.
Pujols réussit 88 coups sûrs en séries éliminatoires avec les Cardinals, un record de franchise battu en 2014 par Yadier Molina.

## Angels de Los Angeles

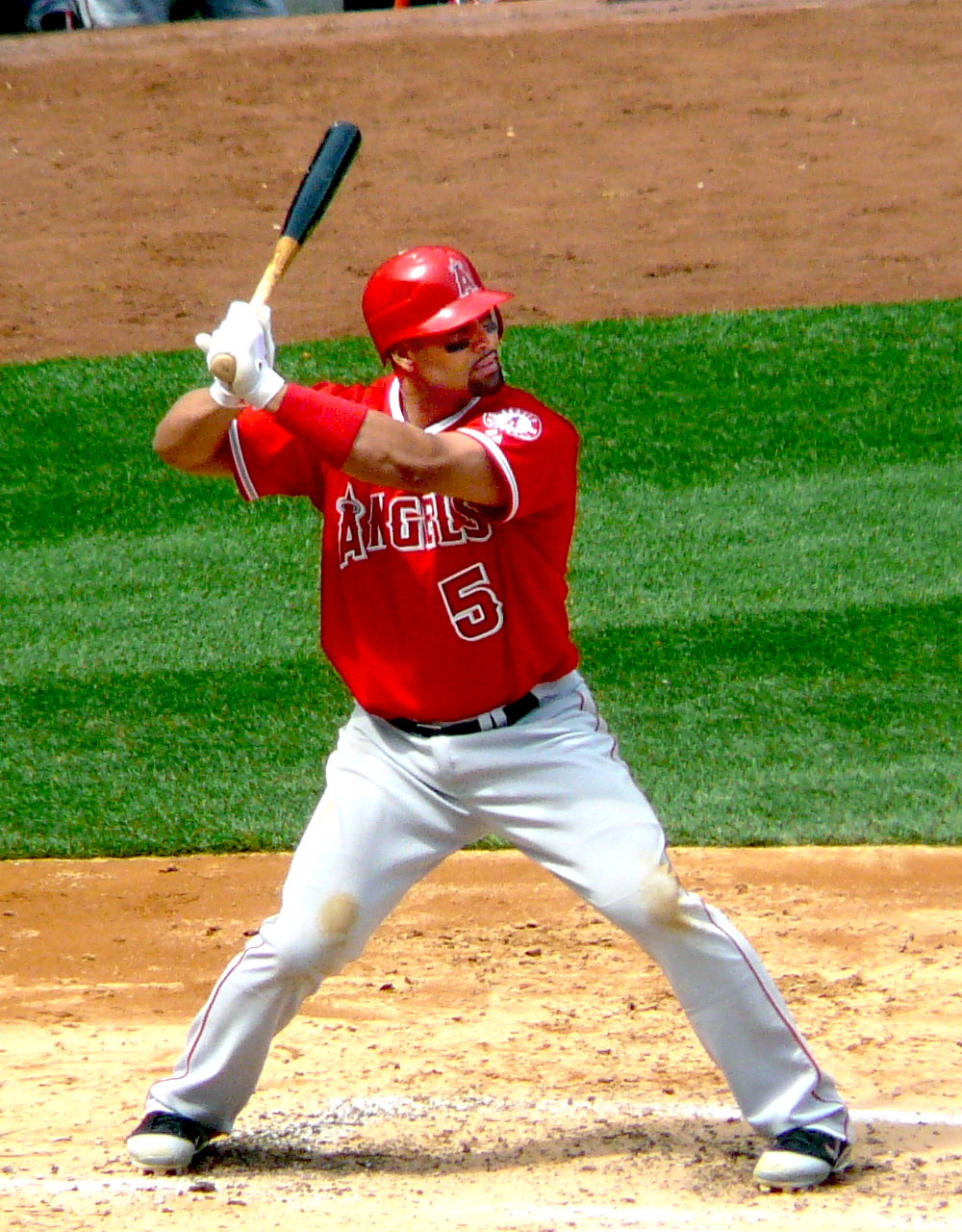
Albert Pujols au bâton le 14 avril 2012, dans l'un de ses premiers matchs avec les Angels de Los Angeles.

Le 10 décembre 2011, Pujols rejoint officiellement les Angels de Los Angeles après avoir accepté un contrat de 10 saisons pour 254 millions de dollars US.
Avec deux circuits contre Taylor Jordan des Nationals de Washington le 22 avril 2014, Pujols devient le 26e joueur de l'histoire avec 500 circuits en carrière. À 34 ans et 96 jours, il est le 3e plus jeune à atteindre ce total après Alex Rodriguez et Jimmie Foxx. Avec une journée de deux circuits le 18 mai contre les Rays de Tampa Bay, Pujols hausse son total à 504 en carrière et rejoint Eddie Murray au 25e rang de l'histoire.

### Saison 2015
Le 11 juin 2015, Pujols frappe le 537e circuit de sa carrière pour dépasser Mickey Mantle au 16e rang de l'histoire.
Avec 13 circuits, Pujols égale le record de franchise des Angels pour le plus grand nombre en un seul mois, rééditant les performances de Tim Salmon en juin 1996 et de Mo Vaughn en mai 2000. S'emparant de la tête des frappeurs de circuit de sa ligue, il est nommé joueur du mois de juin 2015 dans l'Américaine après avoir maintenu une moyenne au bâton de ,303 et une moyenne de puissance de ,737 durant la période, où il est avec Manny Machado de Baltimore le joueur avec le plus haut total de buts (73) de la ligue. C'est un honneur qu'il reçoit pour la 7e fois de sa carrière, mais pour la première fois comme membre des Angels et la première fois depuis août 2010.
En 2015, Pujols devient le 4e joueur de l'histoire (après Willie Mays, Mike Schmidt et Alex Rodriguez) à frapper au moins 35 circuits dans 10 de ses 15 premières saisons.
Ses 40 circuits en 2015 représentent son plus haut total depuis 2010 et son plus élevé depuis qu'il a joint les Angels. En revanche, sa moyenne de présence sur les buts de ,307 est de loin la plus faible de sa carrière.
Le 3 juin 2017, Albert Pujols frappe un grand chelem aux dépens d'Ervin Santana des Twins du Minnesota pour son 600e circuit dans les majeures. Il est le 9e joueur de l'histoire avec 600 circuits et le premier à frapper un grand chelem pour atteindre ce nombre.

## Honneurs
- Recrue de l'année dans la Ligue nationale : 2001.
- Joueur par excellence de la Série de championnat de la Ligue Nationale : 2004.
- Gagnant de la Série mondiale 2006 et Série mondiale 2011 avec Saint-Louis.
- Joueur par excellence de la Ligue nationale : 2005, 2008, 2009.
- Gant doré (premier but) : 2006, 2010.
- Champion frappeur de circuits de la Ligue nationale : 2009, 2010.
- Champion frappeur de circuits des majeures : 2009.
- Champion frappeur de la Ligue nationale et des majeures : 2003 (moyenne au bâton de,359).
- Meneur des majeures pour la moyenne de puissance : 2006, 2008, 2009.
- Meneur de la Ligue nationale pour la moyenne de présence sur les buts en 2009.
- Gagnant de six Bâtons d'argent : un au poste de troisième but (2001), un comme voltigeur (2003) et quatre comme joueur de premier but (2004, 2008-2010).
- Prix Hank Aaron : 2003
- Neuf invitations au match des étoiles : (2001, 2003-2010).

## Statistiques
| Statistiques de frappeur |             |      |       |      |      |     |    |     |      |     |    |      |      |       |       |       |
| Saison                   | Équipe      | G    | AB    | R    | H    | 2B  | 3B | HR  | RBI  | SB  | CS | BB   | SO   | BA    | OBP   | SLG   |
| 2001                     | Saint-Louis | 161  | 590   | 112  | 194  | 47  | 4  | 37  | 130  | 1   | 3  | 69   | 93   | 0,329 | 0,403 | 0,610 |
| 2002                     | Saint-Louis | 157  | 590   | 118  | 185  | 40  | 2  | 34  | 127  | 2   | 4  | 72   | 69   | 0,314 | 0,394 | 0,561 |
| 2003                     | Saint-Louis | 157  | 591   | 137  | 212  | 51  | 1  | 43  | 124  | 5   | 1  | 79   | 65   | 0,359 | 0,439 | 0,667 |
| 2004                     | Saint-Louis | 154  | 592   | 133  | 196  | 51  | 2  | 46  | 123  | 5   | 5  | 84   | 52   | 0,331 | 0,415 | 0,657 |
| 2005                     | Saint-Louis | 161  | 591   | 129  | 195  | 38  | 2  | 41  | 117  | 16  | 2  | 97   | 65   | 0,330 | 0,430 | 0,609 |
| 2006                     | Saint-Louis | 143  | 535   | 119  | 177  | 33  | 1  | 49  | 137  | 7   | 2  | 92   | 50   | 0,331 | 0,431 | 0,671 |
| 2007                     | Saint-Louis | 158  | 565   | 99   | 185  | 38  | 1  | 32  | 103  | 2   | 6  | 99   | 58   | 0,327 | 0,429 | 0,568 |
| 2008                     | Saint-Louis | 148  | 524   | 100  | 187  | 44  | 0  | 37  | 116  | 7   | 3  | 104  | 54   | 0,357 | 0,462 | 0,653 |
| 2009                     | Saint-Louis | 160  | 568   | 124  | 186  | 45  | 1  | 47  | 135  | 16  | 4  | 115  | 64   | 0,327 | 0,443 | 0,658 |
| 2010                     | Saint-Louis | 159  | 587   | 115  | 183  | 39  | 1  | 42  | 118  | 14  | 4  | 103  | 76   | 0,312 | 0,414 | 0,596 |
| 2011                     | Saint-Louis | 147  | 579   | 105  | 173  | 29  | 0  | 37  | 99   | 9   | 1  | 61   | 58   | 0,299 | 0,366 | 0,541 |
| 2012                     | LA Angels   | 154  | 607   | 85   | 173  | 50  | 0  | 30  | 105  | 8   | 1  | 52   | 76   | 0,285 | 0,343 | 0,516 |
| 2013                     | LA Angels   | 99   | 391   | 49   | 101  | 19  | 0  | 17  | 64   | 1   | 1  | 40   | 55   | 0,258 | 0,330 | 0,437 |
| 2014                     | LA Angels   | 159  | 633   | 89   | 172  | 37  | 1  | 28  | 105  | 5   | 1  | 48   | 71   | 0,272 | 0,324 | 0,466 |
| 2015                     | LA Angels   | 157  | 602   | 85   | 147  | 22  | 0  | 40  | 95   | 5   | 3  | 50   | 72   | 0,244 | 0,307 | 0,480 |
| 2016                     | LA Angels   | 152  | 593   | 71   | 159  | 19  | 0  | 31  | 119  | 4   | 0  | 49   | 75   | 0,268 | 0,323 | 0,457 |
| 2017                     | LA Angels   | 149  | 593   | 53   | 143  | 17  | 0  | 23  | 101  | 3   | 0  | 37   | 93   | 0,241 | 0,286 | 0,386 |
| 2018                     | LA Angels   | 117  | 465   | 50   | 114  | 20  | 0  | 19  | 64   | 1   | 0  | 28   | 65   | 0,245 | 0,289 | 0,411 |
| Totaux                   | 18 saisons  | 2692 | 10196 | 1773 | 3082 | 639 | 16 | 633 | 1982 | 111 | 41 | 1279 | 1211 | 0,302 | 0,382 | 0,554 |